# Остафьево (платформа)
Оста́фьево — остановочный пункт на Курском направлении Московской железной дороги в районе Щербинка Новомосковского административного округа Москвы. Входит в состав линии МЦД-2 Московских центральных диаметров. Открыт для пассажиров 23 января 2020 года.

## Расположение
Остановочный пункт построен на действующем участке Щербинка — Силикатная в Новой Москве. Выходы ведут на недостроенную автомобильную развязку. За ней находятся улицы Подольская и Южная, но пешеходные тротуары до них не доходят. По дороге к посёлку оборудована парковка. По состоянию на начало 2020 года, действует только выход с западной стороны от путей.

Панорамный вид
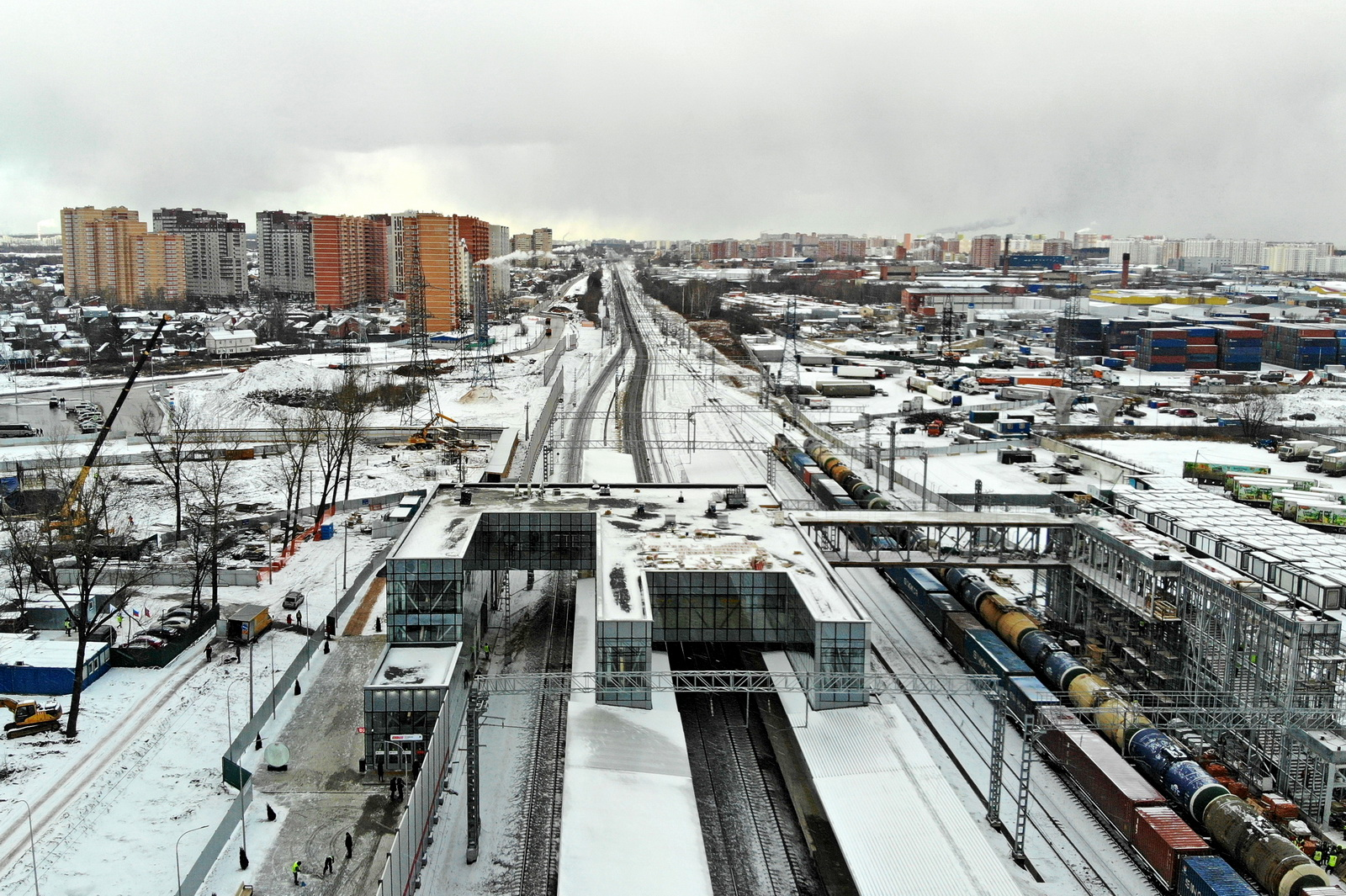
Вид в сторону Москвы
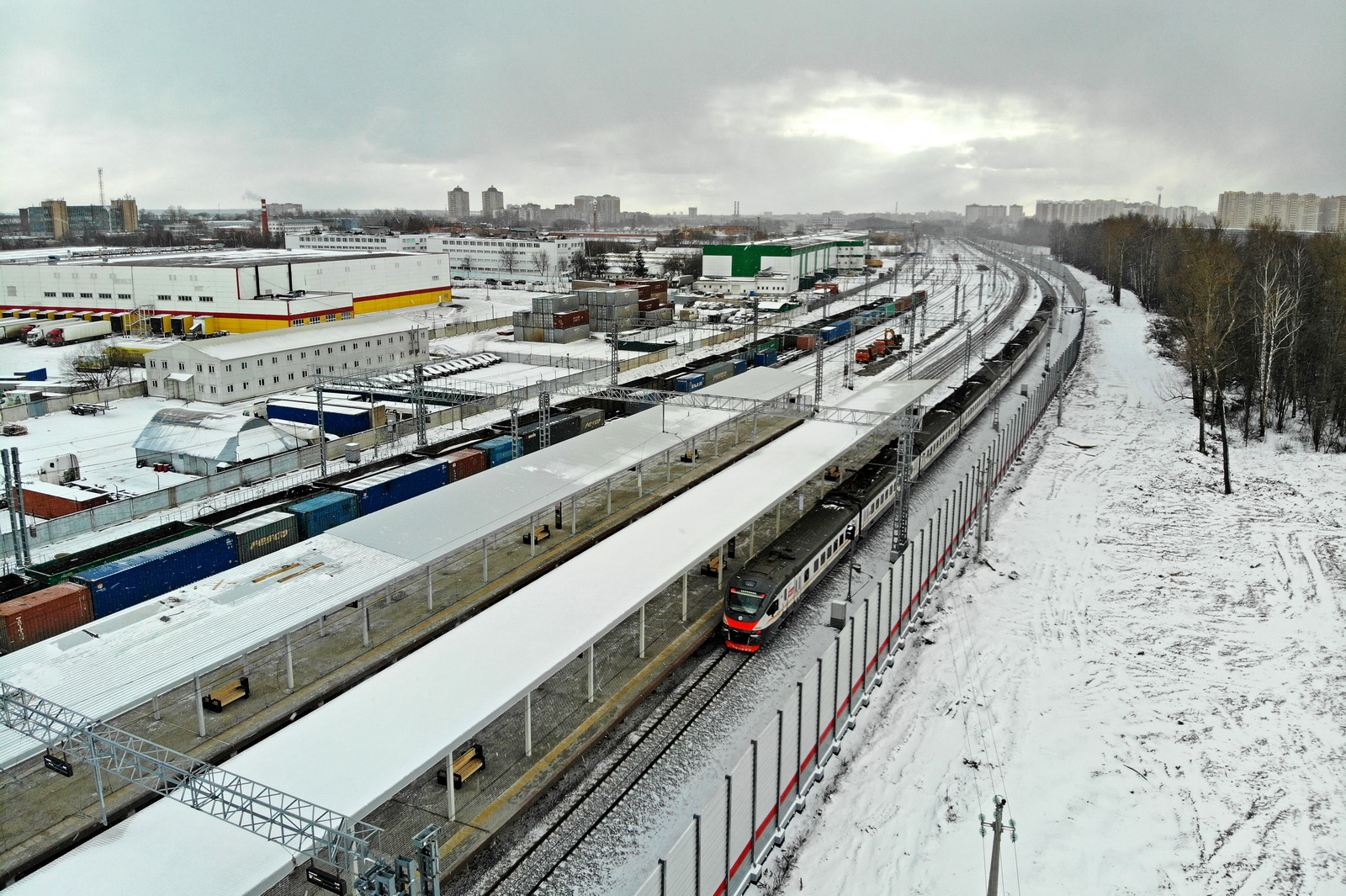
Вид в сторону Подольска

## Строительство
Строительство началось в феврале 2018 года, в конце декабря 2019 на пассажирских платформах завершились строительные работы, которая открылась 23 января 2020 года. По состоянию на январь 2020 года, построены обе платформы, выход к западу от путей и часть надземного перехода, в то время как часть надземного перехода с восточной стороны и сход ко второй платформе продолжают достраиваться. Открытие второй платформы и выхода на восточную сторону запланировано на второй квартал 2020 года.

## Технические особенности
Остановочный пункт включает в себя две высокие островные платформы, соединённые надземным переходом (конкорсом). Платформы оборудованы навесами с двумя рядами колонн, энергосберегающим освещением, лавочками и навигационными стелами. К платформам примыкает четыре пути из семи. III, IV пути (вторая платформа) и ещё три боковых пути к востоку от платформы относятся к станции Силикатная и используются для грузового движения. I, II пути у первой платформы — это перегон Щербинка — Подольск.

Платформы
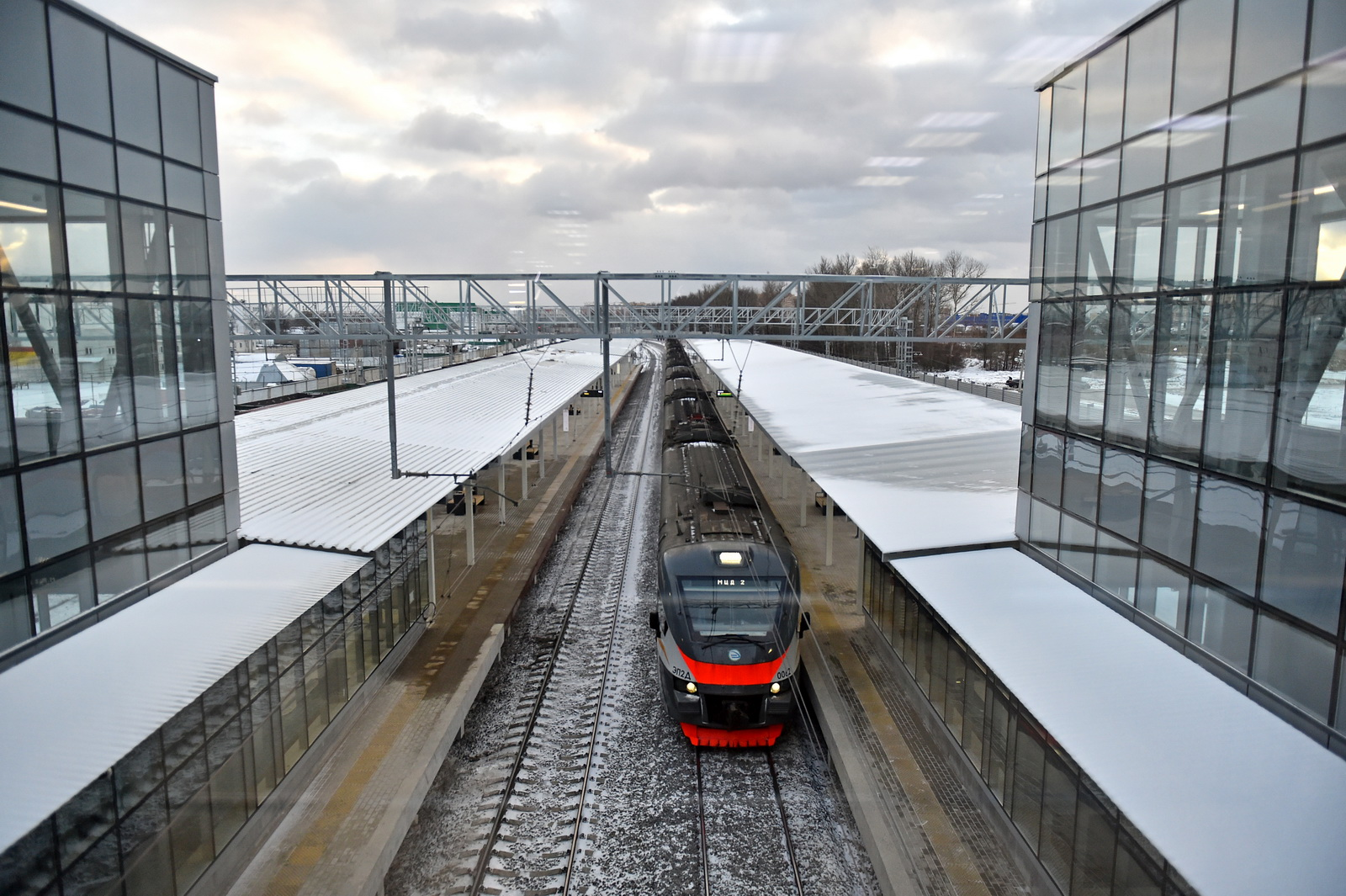
Платформы и электропоезд ЭП2Д, вид с надземного перехода
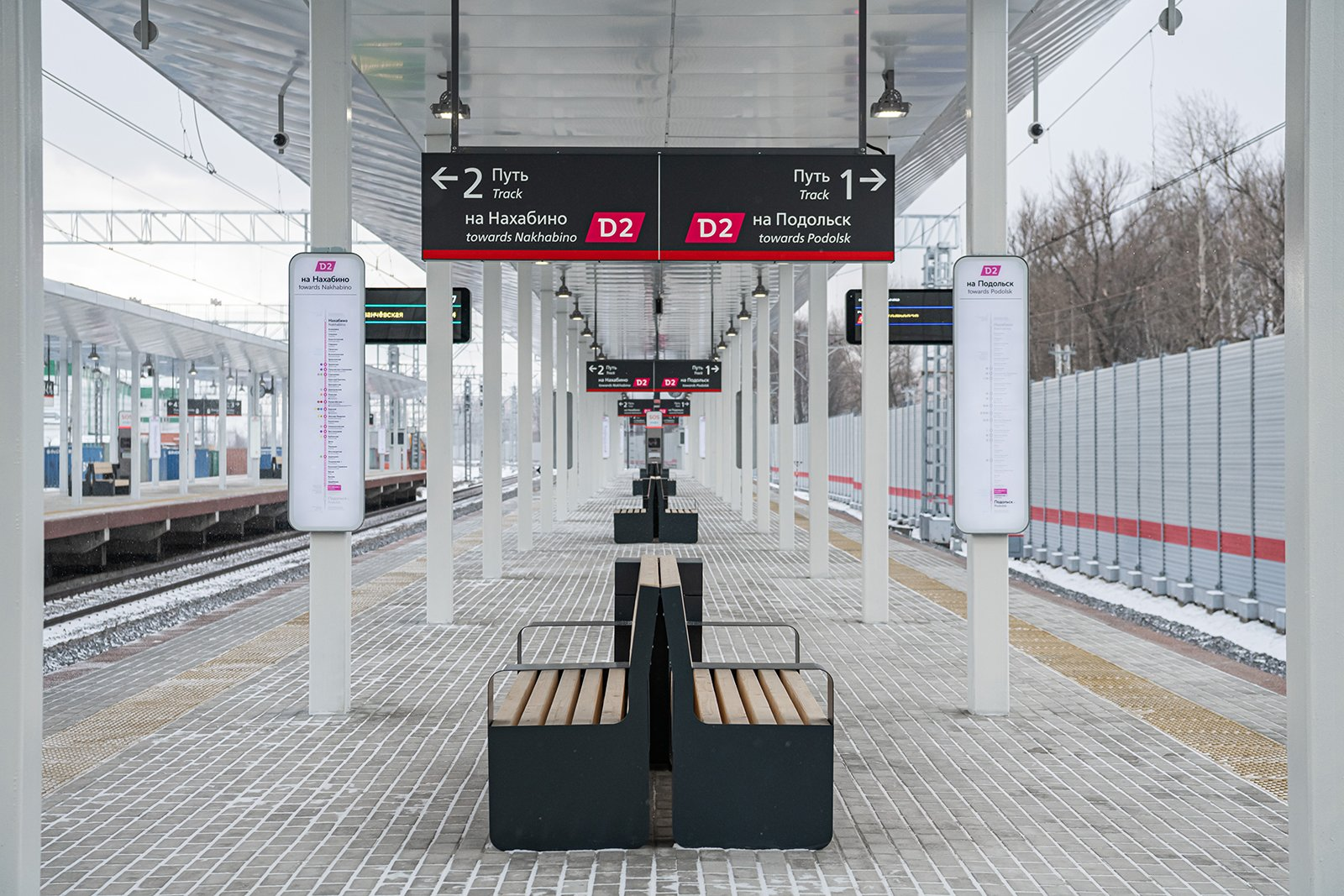
Первая платформа, пути 1 и 2
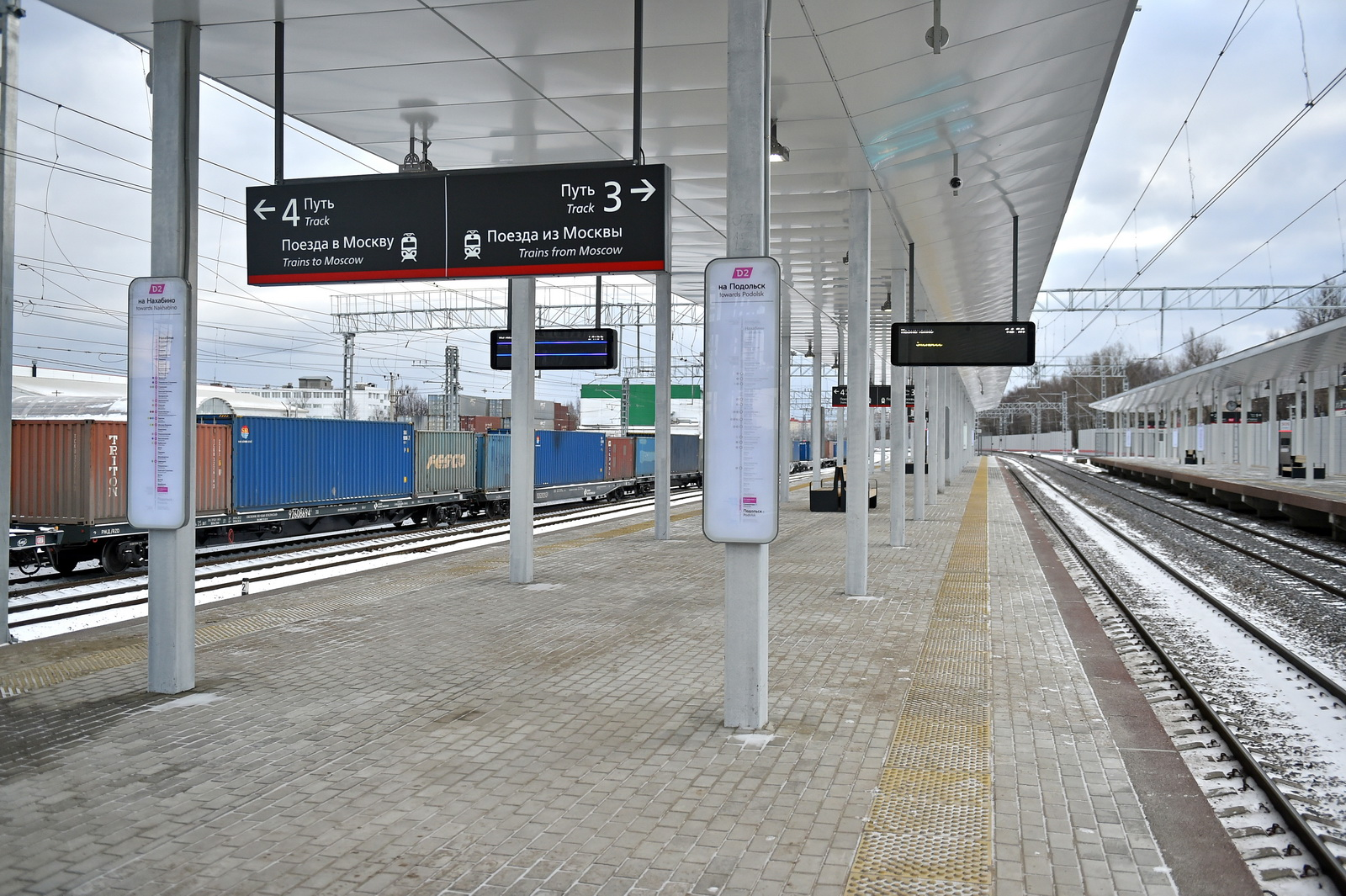
Вторая платформа, пути 3 и 4

Наземный вестибюль остановочного пункта выполнен в виде двухэтажного здания из металлоконструкций площадью 1,8 тысяч м² со стеклянным фасадом, состоящим из нескольких блоков со спусками в город и на платформы и соединённых крытым надземным переходом. Внутри надземный переход оборудован турникетами и распределительным залом, а подъёмы с платформ и в город оснащены эскалаторами и лифтами для маломобильных пассажиров (спуск на платформу по эскалатору закрыт). Станет составной частью крупного транспортно-пересадочного узла.

Вестибюли
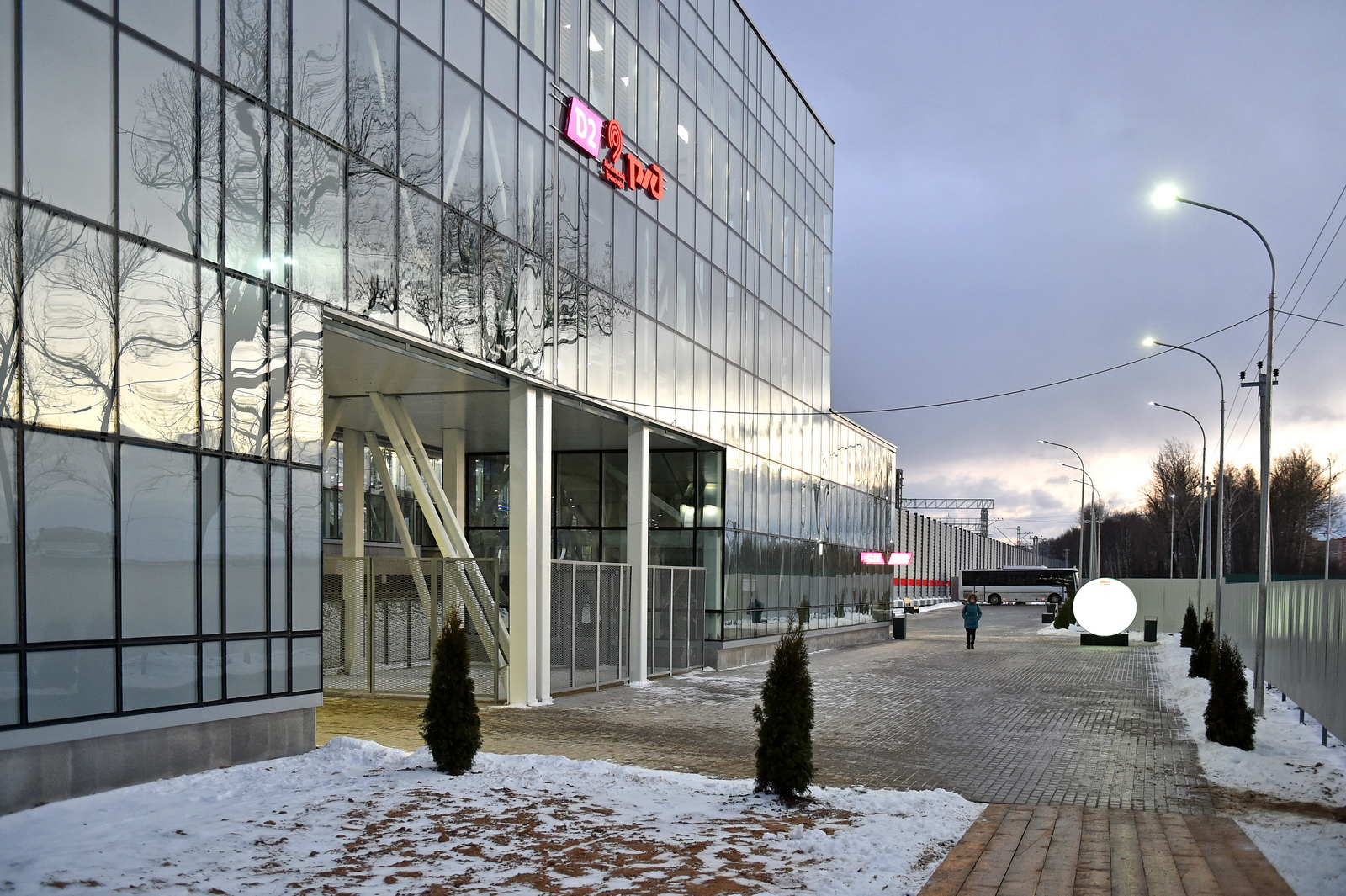
Входной вестибюль с западной стороны
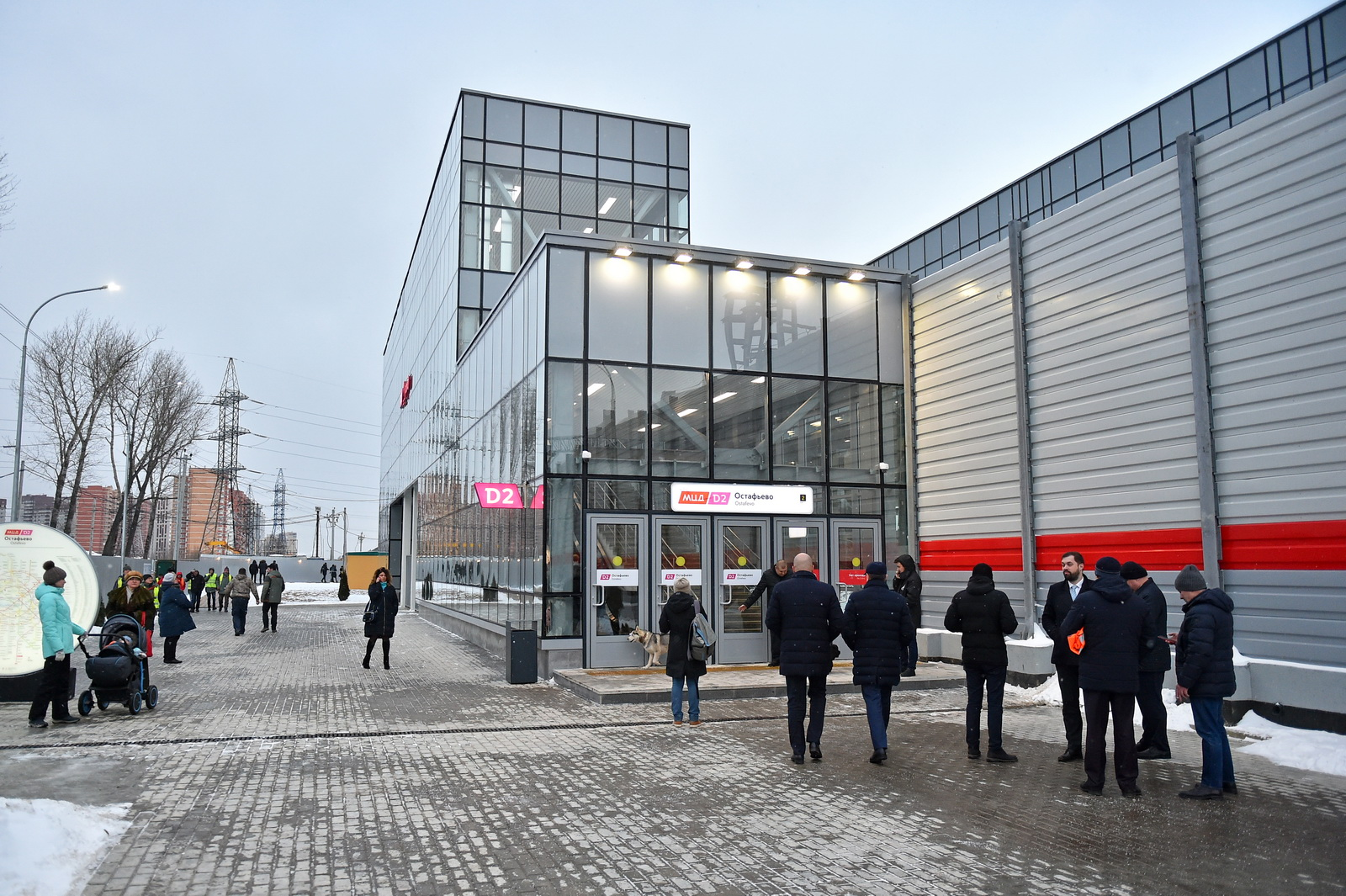
Входной вестибюль с западной стороны
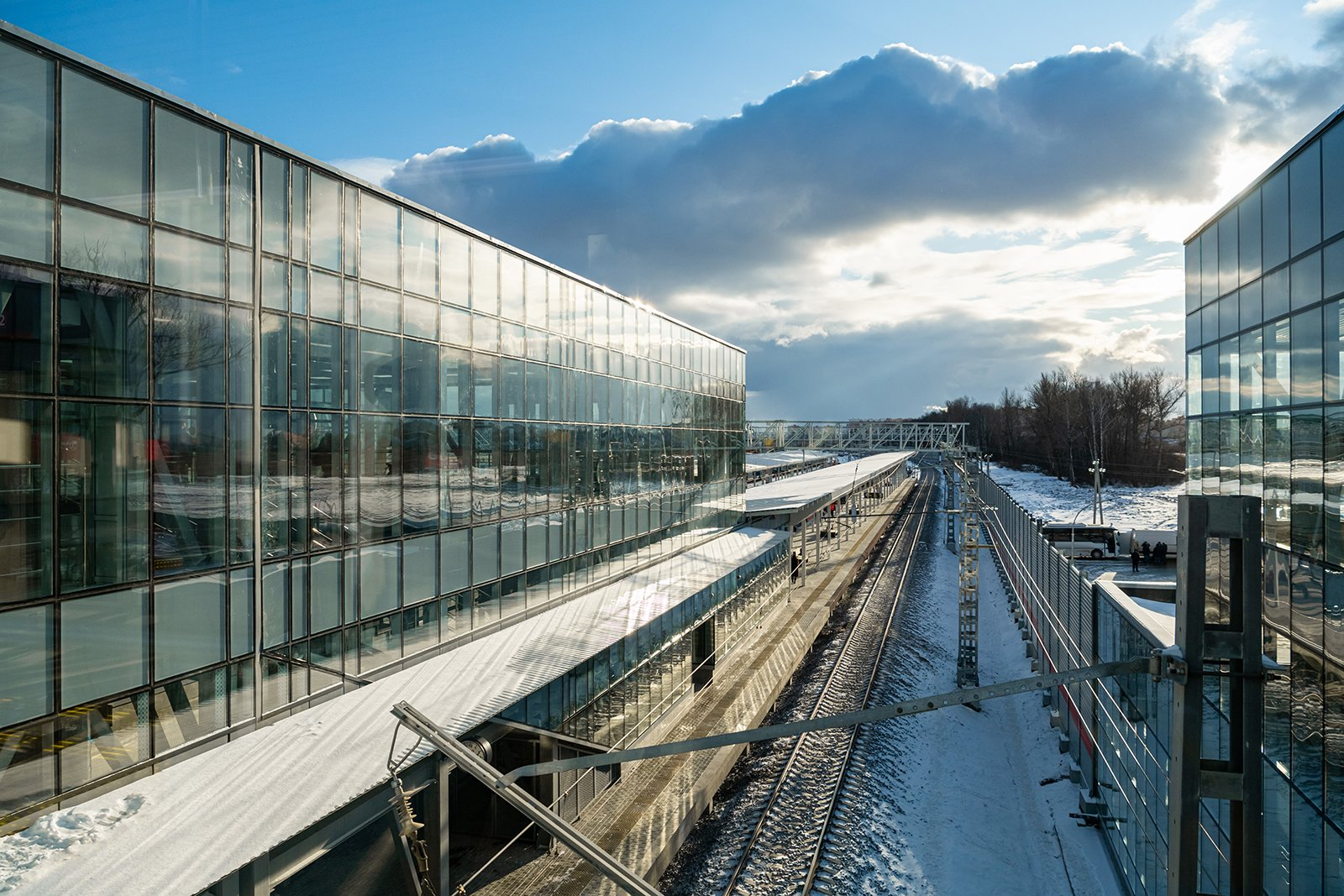
Вестибюль первой платформы (слева) и входной вестибюль (справа)

Интерьер вестибюлей
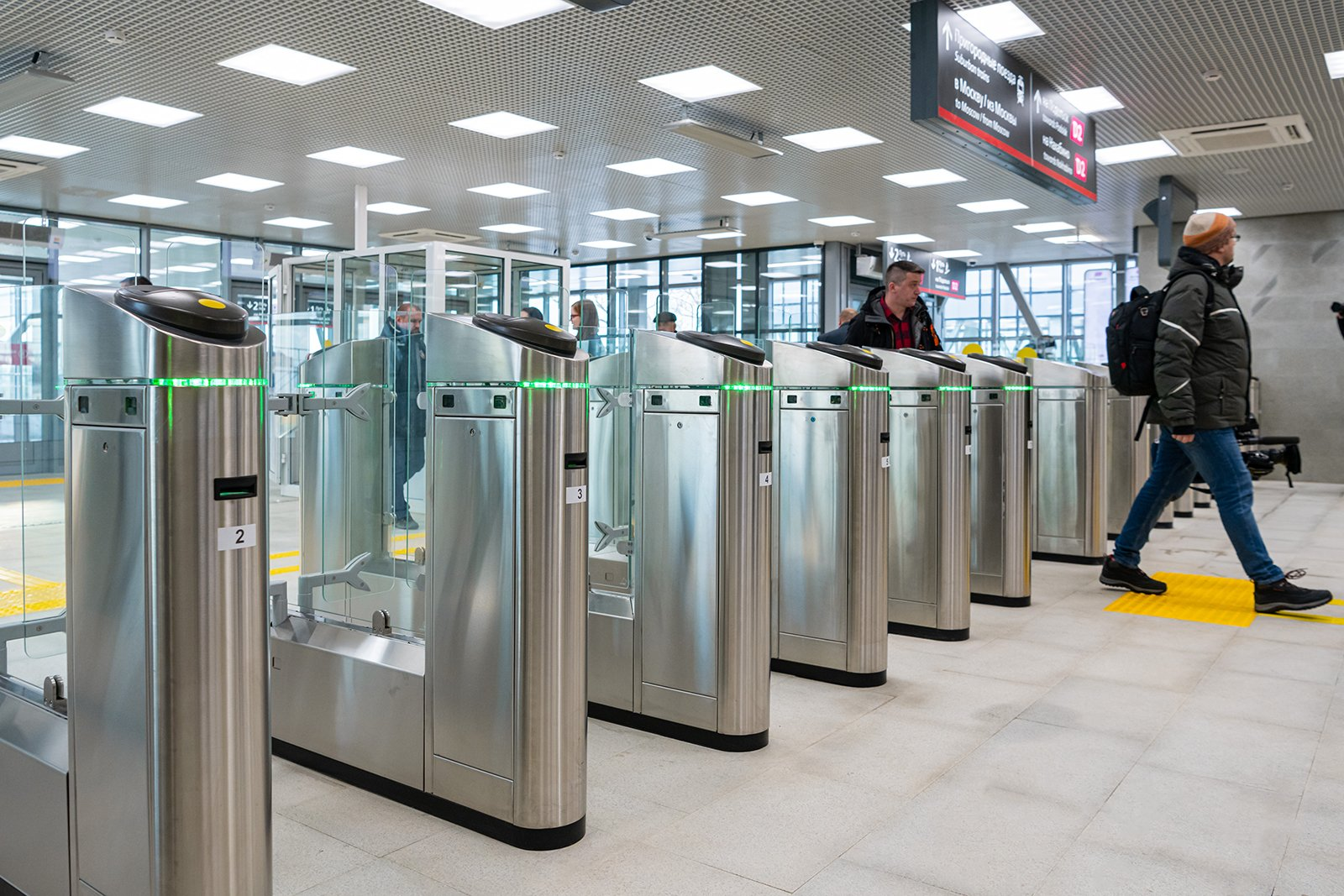
Турникеты
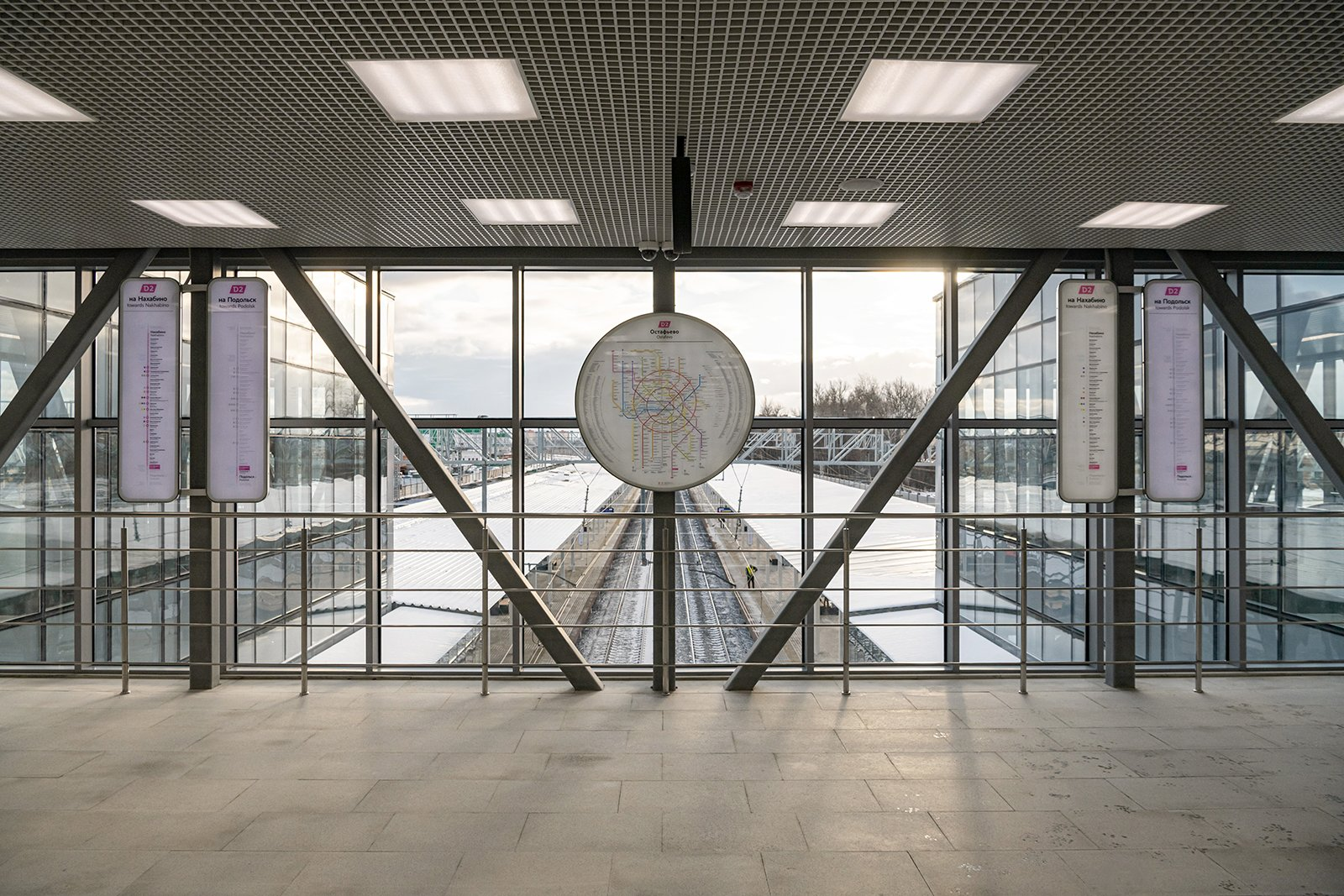
Проход над путями
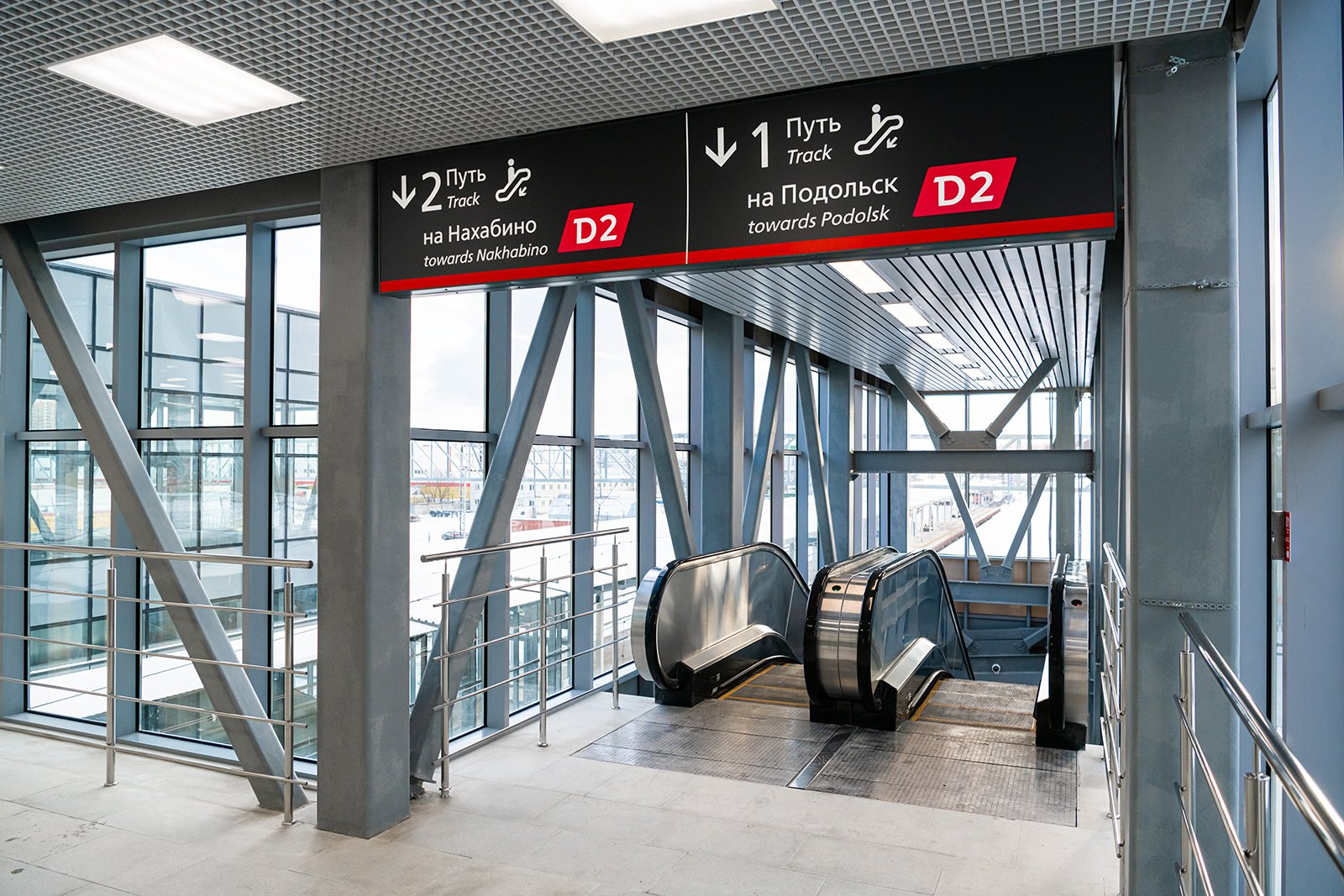
Эскалаторы

## Движение и пассажиропоток
На остановочном пункте на первой платформе останавливаются все пригородные электропоезда Курского направления, следующие по первому и второму путям. Пригородные экспрессы, следующие по третьему и четвёртому путям, по состоянию на начало 2020 года проследуют платформу без остановки. В дальнейшем после завершения строительства выхода они будут останавливаться на второй платформе.
Предполагаемый пассажиропоток — более 10 тысяч человек в час пик.

Поезда на платформе
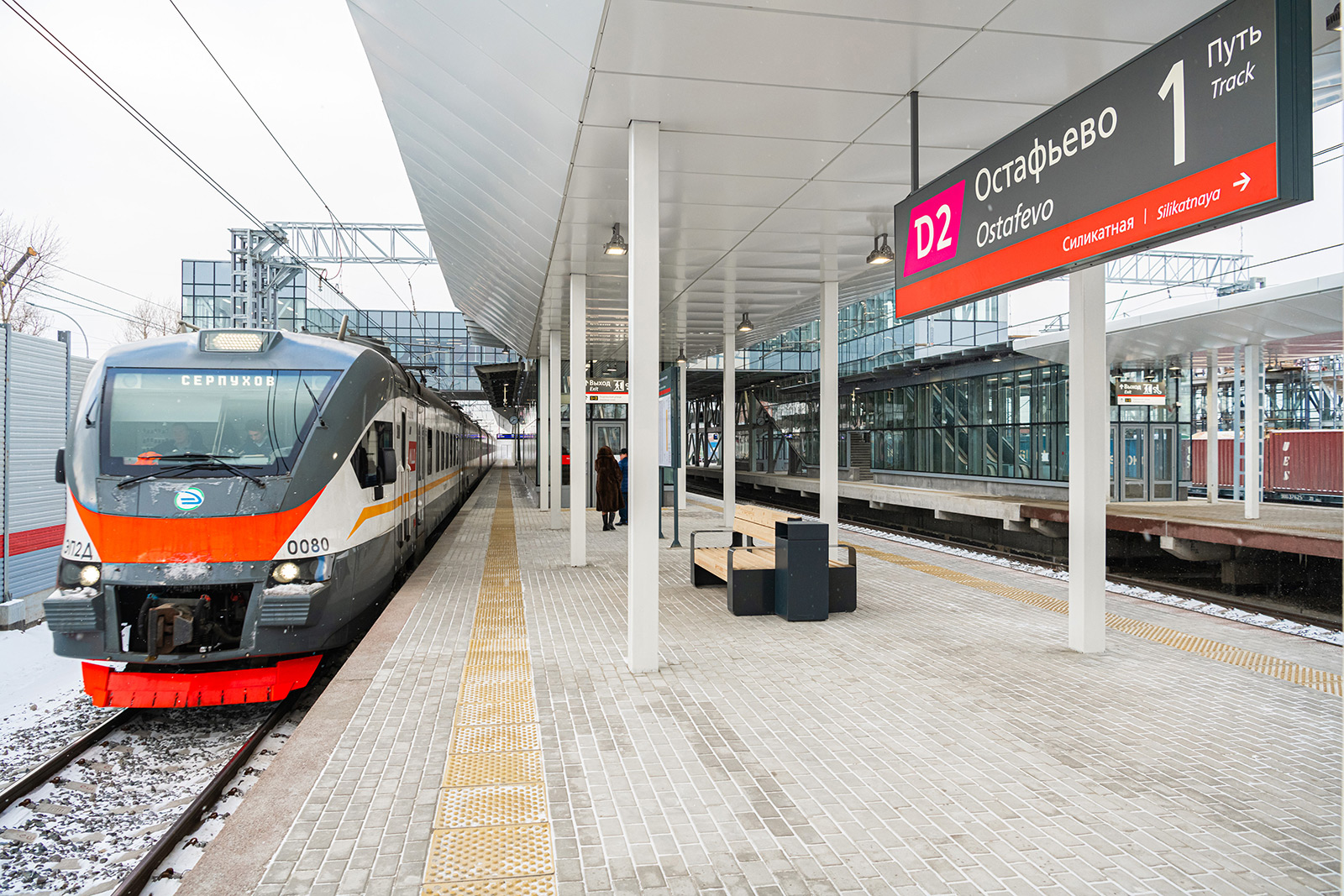
Электропоезд ЭП2Д на первом пути (на Подольск)
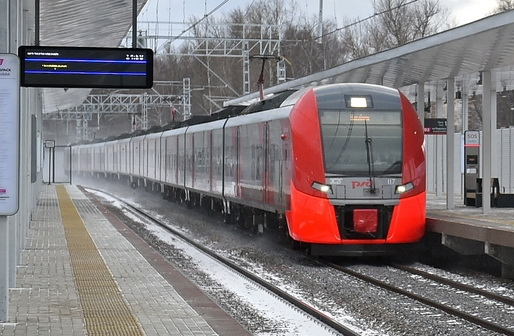
Электропоезд ЭС2Г на втором пути (на Москву)
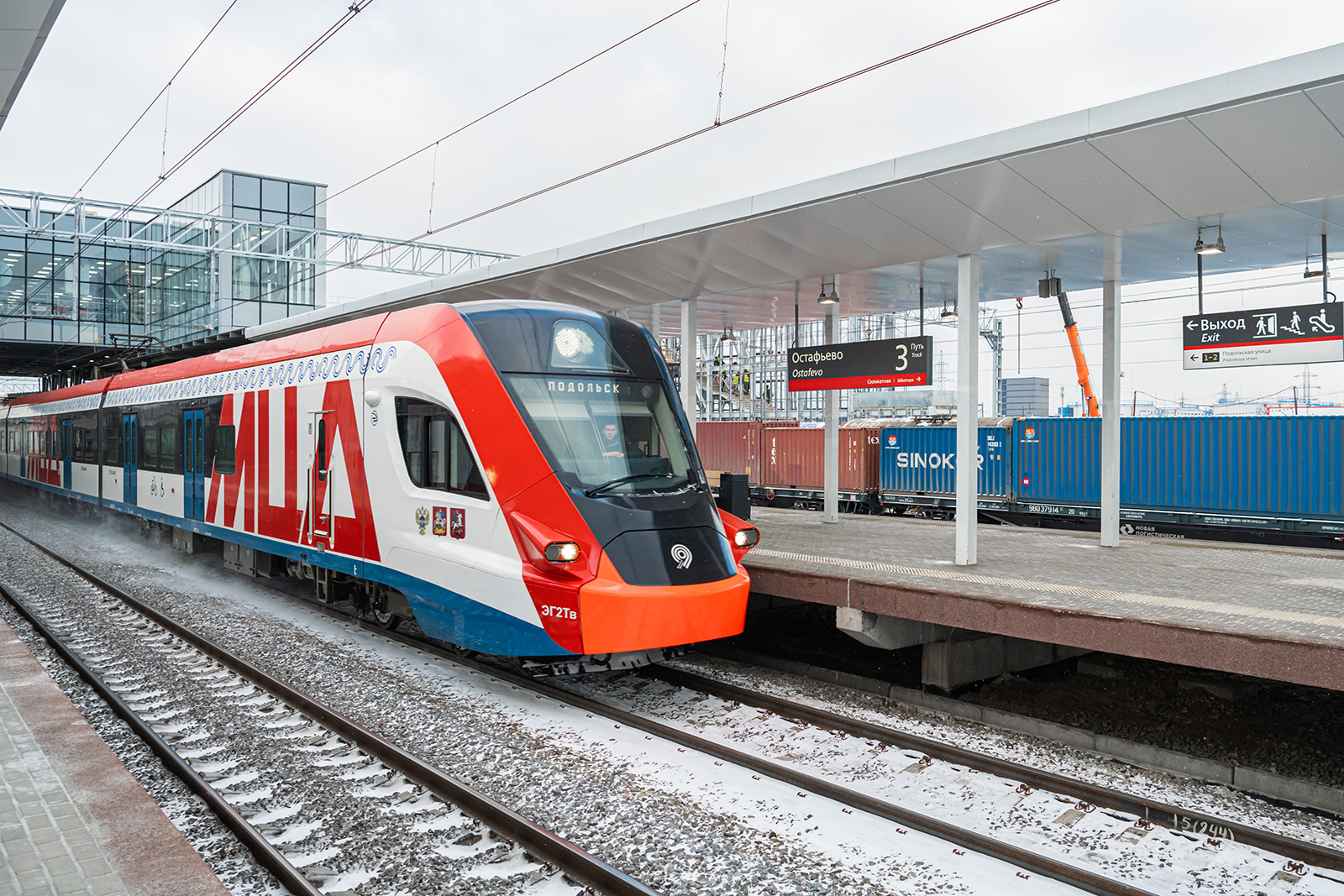
Электропоезд ЭГ2Тв на третьем пути (экспресс, на Подольск)

## Наземный общественный транспорт

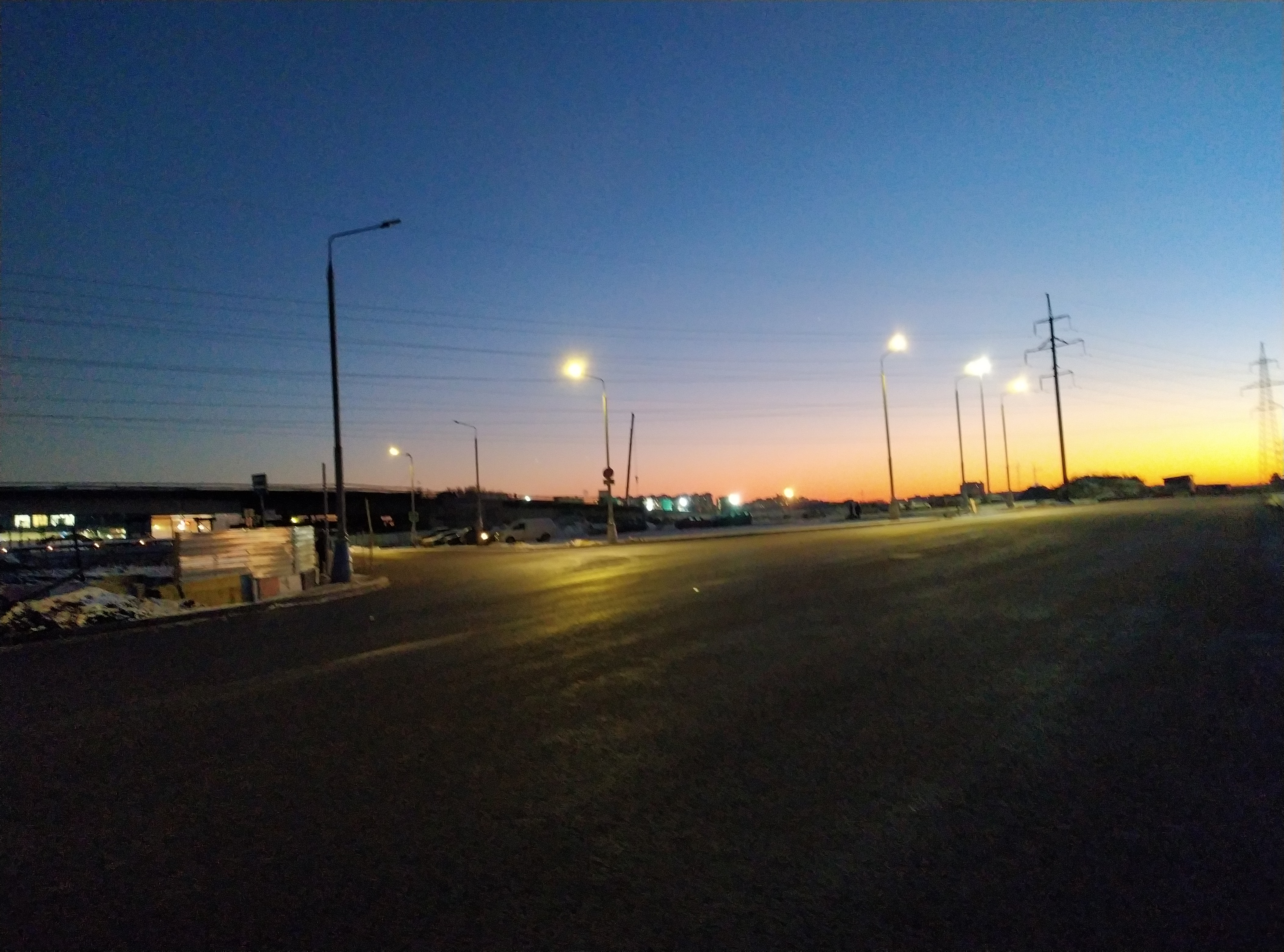
Вид привокзальной площади (2020)

На этой станции можно пересесть на следующие маршруты городского пассажирского транспорта:
- Автобусы: 906, 925, с962, с963, МЦ